# Six Flags Over Texas

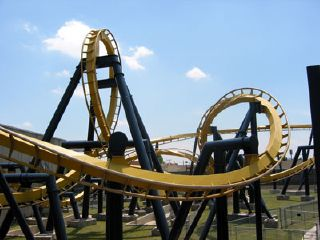
Batman:The Ride

Six Flags Over Texas es un Parque temático ubicado en la ciudad de Arlington entre las ciudades de Dallas y Fort Worth en el estado de Texas.

## Historia
Es el Parque más antiguo de la cadena Six Flags, el parque abrió el 1 de agosto de 1961, la construcción del parque duró solamente un año y se invirtieron 10 millones de dólares.
Desde su apertura, Six Flags over Texas ha funcionado bien en términos de asistencia e ingresos, a pesar de su historia de constante evolución y expansión de los propietarios. El parque cuenta actualmente con varias atracciones de diversión, con lo que en reciben miles de visitantes diariamente.

## Planificación Inicial
El nombre del parque proviene de las 6 banderas que han regido al estado de Texas, las cuales son España, México, la República de Texas, Estados Confederados de América, Francia y los Estados Unidos.

## Secciones del Parque
- Star Mall (1961 Esta es la Plaza de Entrada al Parque con un Centro Comercial)
- Texas (1961)
- Spain (1961)
- México (1961)
- France (1961)
- U.S.A. (1961 Originalmente esta sección llevaba el nombre de la sección moderna)
- Old South (1961 Originalmente se llamaba Confederation)
- Boomtown (1963)
- Goodtimes Square (1973)
- Bugs Bunny Boomtown (2014)
- Gotham City (1999)

- Datos: Q2074361
- Multimedia: Six Flags Over Texas / Q2074361